# More Than a Woman
"More Than a Woman" − utwór amerykańskiej wokalistki rhytm and bluesowej Aaliyah pochodzący z jej trzeciego albumu studyjnego zatytułowanego Aaliyah. Wydany został jako trzeci singel promujący ową płytę w Ameryce Północnej (w 2001 r.), a drugi w pozostałych regionach świata (w 2002). Podczas 45. ceremonii wręczenia nagród Grammy piosenka była nominowana do tego lauru w kategorii Best Female R&B Vocal Performance.

## Listy utworów i formaty singla
CD Single
1. "More than a Woman (Album Version)" − 3:50
2. "More than a Woman (Bump N' Flex Club Mix)" − 5:31
3. "One in a Million" − 4:31

US 7" Double A-Side
1. "Rock the Boat (Album Version)" − 4:34
2. "More than a Woman (Album Version)" − 3:51

## Promocja
Aaliyah wykonała utwór "More than a Woman" podczas trwania programów telewizyjnych Live with Regis and Kelly i The Tonight Show with Jay Leno w lipcu 2001 roku.

## Teledysk
Wideoklip do utworu wyreżyserował Dave Meyers. Powstał on w Los Angeles latem 2001 roku.
Ogół teledysku opiera się na atrakcyjnej choreografii i nietypowej scenografii; nietypowej z racji, że akcja klipu rozgrywa się w tłumiku motocyklowym. W teledysku, prócz samej Aaliyah, występują dziesiątki tancerzy obojga płci, wszyscy w dość "zmechanizowanych", skórzanych strojach. W roli cameo pojawia się angielski producent muzyczny Mark Ronson. Klip wieńczy napis "In Loving Memory of Aaliyah" (z ang. ku pamięci Aaliyah), wokalistka zmarła bowiem niedługo przed oficjalną premierą singla "More than a Woman".
Premiera miała miejsce na antenie muzycznej stacji telewizyjnej BET dnia 7 stycznia 2002 roku. Pod koniec 2002 BET uwzględniło teledysk w zestawieniu stu najlepszych klipów roku.

## Pozycje na listach przebojów
W styczniu 2001 roku kompozycja uplasowała się na pozycji #1 notowania UK Singles Chart. Był to pierwszy utwór Aaliyah, który trafił nań na tak wysoką lokatę, a także pierwszy od czasu "My Sweet Lord" z repertuaru George’a Harrisona przypadek, w którym piosenka osiągnęła szczyt tego zestawienia po śmierci wykonawcy.
| Notowanie (2002)                     | Najwyższa pozycja |
| ------------------------------------ | ----------------- |
| Australian Singles Chart             | 37                |
| Austrian Singles Chart               | 6                 |
| Dutch Singles Chart                  | 3                 |
| Euro Hot 100                         | 2                 |
| French Singles Chart                 | 2                 |
| German Singles Chart                 | 3                 |
| Irish Singles Chart                  | 1                 |
| Nederlandse Top 40                   | 3                 |
| Sweden Singles Chart                 | 5                 |
| Swiss Singles Chart                  | 1                 |
| UK Singles Chart                     | 1                 |
| U.S. Billboard Hot 100               | 25                |
| U.S. Billboard Hot Dance Club Play   | 11                |
| U.S. Billboard Hot R&B/Hip-Hop Songs | 7                 |
| U.S. Billboard Top 40 Tracks         | 19                |
| U.S. Billboard Rhythmic Top 40       | 12                |